# Corydalis birmanica
Corydalis birmanica är en vallmoväxtart som beskrevs av M. Liden. Corydalis birmanica ingår i släktet nunneörter, och familjen vallmoväxter. Inga underarter finns listade i Catalogue of Life.